# Aérodrome de Dodji
L'aérodrome de Dodji est un aéroport desservant la ville de Dodji au Sénégal.

## Codification
La codification de l'organisation de l'aviation civile internationale (ICAO) est GO66.

## Description
Dodji est située dans une zone de savane semi-aride. L'aérodrome comporte une piste de sable de 1 594 m, et ne publie pas de rapport d'observation météorologique (METAR). La station météo la plus proche est celle de l'aéroport international Blaise-Diagne, situé à 247 km. La région d'information de vol (FIR) est Dakar Oceanic ACC.